# Distretto di Liquiçá
Liquiçá è uno dei 13 distretti di Timor Est. Il capoluogo è la città di Liquiçá. Esso si trova nella zona nord-occidentale del Paese ed è bagnato a nord e nord-ovest dal Mare di Savu. Confina poi ad est con il distretto di Dili, a sudest con quello di Aileu a sud con quello di Ermera e ad ovest con quello di Bobonaro (il confine con quest'ultimo è segnato dal principale fiume di Timor Est: il Lóis). L'altezza sul livello del mare è molto varia, dacché dalla riva del Mar di Savu si sale fino ai 1369 m del monte Fatumasin. 
I sottodistretti sono: Bazartete, Liquiçá e Maubara.